# Amarixys
Amarixys — вимерлий рід павукоподібних ряду рицінулей (Ricinulei).
Рід існував у кінці кам'яновугільного періоду, 311-307 млн років тому. Скам'янілості представників роду знайдено у США у штатах Іллінойс та Айдахо.

## Класифікація
Рід налічує 3 види:
- † Amarixys Selden, 1992

- † Amarixys gracilis (Petrunkevitch, 1945)
- † Amarixys stellaris Selden, 1992
- † Amarixys sulcata (Melander, 1903)